# Abraham Elton
Pour les articles homonymes, voir Elton.
Abraham Elton, 2e baronnet, est un marchand, industriel et homme politique britannique. Baptisé le 30 juin 1676 et décédé le 30 octobre 1742, Elton est député Whig au Parlement britannique élu par la circonscription de Taunton entre 1724 et 1727 puis élu par la circonscription de Bristol de 1727 jusqu'à sa mort en 1742. Il est maire de Bristol de 1719 à 1720.

## Biographie
Abraham Elton est le fils d'Abraham Elton 1er baronnet et de Mary Jefferies. Il épouse Abigail Bayly fille de Zachary Bayly. Le couple a trois fils et trois filles.
Elton, tout comme son père, est industriel et marchand. Il est Haut Shérif pour le comté de Bristol de 1710 à 1711. Il investit avec ses frères Isaac et Jacob dans le commerce aux esclaves. Il est maire de Bristol de 1719 à 1720. Dès qu'il a accompli son mandat de maire, il quitte l'Angleterre et voyage en France.
Il retourne en Angleterre en 1724 et se présente tardivement à l'élection parlementaire de 1724 dans la circonscription de Taunton où il est élu. Une pétition est lancée contre son élection par George Deane, celle-ci est rejetée au cours d'un vote par 151 voix contre 104. Aux élections de 1727, il se présente dans la circonscription de Bristol, en remplacement de son père, où il est élu en payant 1 000 livres à son opposant Tory pour que ce dernier se retire. En février 1728, à la mort de son père, Elton, devient Sir Abaham Elton 2e baronnet et hérite du manoir de Clevedon Court.
Abraham Elton meurt le 20 octobre 1742. Le titre de baronnet passe au premier de ses fils qui devient Abaham Elton, 3e baronnet.

## Voir
- Famille Elton